# Autobahnkreuz Köln-Nord
Das Kreuz Köln-Nord ist ein Autobahnkreuz des Kölner Autobahnrings. Dieser besteht dort aus der  A 1, die von der A 57 gekreuzt wird.

## Geographie
Das Autobahnkreuz befindet sich 5 Kilometer nordwestlich der Kölner Innenstadt und ca. 30 km südlich von Düsseldorf. Es liegt auf dem Gebiet der Stadt Köln, an der Grenze der Stadtbezirke Ehrenfeld, Nippes und Chorweiler. Das Kreuz liegt inmitten der Metropolregion Rhein-Ruhr.

## Besonderheiten
Das Autobahnkreuz bildet einen Doppelanschluss mit der Ausfahrt Longerich der A57. Diese fungiert südlich des Kreuzes als Autobahnzubringer der Kölner Innenstadt.
Südlich des Kreuzes (bis zur AS Köln-Bickendorf) hat die Straßenbauverwaltung NRW eine der bisher drei Strecken eingerichtet, auf denen bei Bedarf die Seitenstreifen zum Befahren freigegeben werden können. Dies erhöht die Durchlaufkapazität auf dieser stark befahrenen Strecke.

## Verkehrsaufkommen
| Von                  | Nach                     | Durchschnittliche tägliche Verkehrsstärke | Durchschnittliche tägliche Verkehrsstärke | Durchschnittliche tägliche Verkehrsstärke | Anteil Schwerlastverkehr | Anteil Schwerlastverkehr | Anteil Schwerlastverkehr |
| Von                  | Nach                     | 2005                                      | 2010                                      | 2015                                      | 2005                     | 2010                     | 2015                     |
| -------------------- | ------------------------ | ----------------------------------------- | ----------------------------------------- | ----------------------------------------- | ------------------------ | ------------------------ | ------------------------ |
| AS Köln-Niehl (A 1)  | AK Köln-Nord             | 095.600                                   | 98.100                                    | 097.800                                   | 14,5 %                   | 14,1 %                   | 4,6 %                    |
| AK Köln-Nord         | AS Köln-Bocklemünd (A 1) | 088.100                                   | 90.300                                    | 103.400                                   | 15,5 %                   | 15,1 %                   | 11,0 %                   |
| AS Chorweiler (A 57) | AK Köln-Nord             | 115.000                                   | 99.900                                    | 100.600                                   | keine Daten              | 07,0 %                   | 09,7 %                   |
| AK Köln-Nord         | AS Longerich (A 57)      | 093.200                                   | 85.700                                    | 067.200                                   | 04,8 %                   | 04,4 %                   | 03,9 %                   |

## Bauweise, Aus- und Umbauten
Das Autobahnkreuz Köln-Nord ist ein klassisches „Kleeblatt-Kreuz“ der 1960er Jahre mit sich kreuzenden Verkehrsströmen. Aufgrund seiner hohen Verkehrsbelastung, verbunden mit vielen Staus, soll es im Zusammenhang mit dem Ausbau der A1 und der A57 auf sechs Spuren umgebaut werden. Dabei soll auch die Kleeblatt-Form dahingehend baulich verändert werden, dass bei einem Wechsel der Autobahnen die Verflechtungen der Ein- und Ausfahrverkehre entfallen.
Nach Rechtskraft des Planfeststellungsverfahren im Frühjahr 2019 wurde zunächst (noch durch den Landesbetrieb Straßenbau NRW) bis Anfang 2020 die zentralen Brückenbauwerke erneuert, bis Oktober 2020 dann ein Unterführungsbauwerk gebaut. Nach Übernahme durch die Autobahn GmbH des Bundes wurde 2021 mit dem Umbau der Beckenanlage und der Rampe begonnen. Der eigentliche Umbau des Kreuzes steht in Zusammenhang mit der Fertigstellung der nahegelegenen Leverkusener Rheinbrücke und ist (Stand 2025) für 2026 geplant.